# كريستيان كوخ
كريستيان كوخ (بالألمانية: Christian Koch)‏ (و. 1996  م) هو دراج ألماني، ولد في كوتبوس.

## التصنيف
| السنة     | 2017 | 2018 | 2019 | 2020 | 2021 | 2022 |
| --------- | ---- | ---- | ---- | ---- | ---- | ---- |
| عالمي     | 2476 | 2806 | 1874 | 829  | 855  | 1455 |
| أوروبا    | 1608 | 1873 | 1235 | 664  | 660  | 991  |
|           |      |      |      |      |      |      |
| مصدر: UCI |      |      |      |      |      |      |

## سجل الفوز

### سباقات أو مراحل فاز بها
| التاريخ       | السباق                                                 | المركز                  |
| ------------- | ------------------------------------------------------ | ----------------------- |
| 28 أبريل 2019 | 2019 Visegrad 4 Bicycle Race-GP Polski                 | العاشر في التصنيف العام |
| 06 يوليو 2019 | 2019 Course de Solidarność et des Champions Olympiques | الفائز في ترتيب التسلق  |
| 17 أغسطس 2019 | 2019 Memoriał Henryka Łasaka                           | الثامن في التصنيف العام |
| 08 مارس 2020  | طواف رودس الدولي 2020                                  | المركز الثاني           |
| 11 أبريل 2021 | طواف رودس الدولي 2021                                  | المركز الثاني           |
| 20 مارس 2022  | جائزة رودس الدولية الكبرى 2022                         | المركز الثالث           |